# القرى الفلسطينية المندثرة قبل عام 1948
القرى الفلسطينية المندثرة قبل عام 1948، هي مجموعة من القرى الصغيرة، التي هجرت واخليت من سكانها قبل بدأ النكبة الفلسطينية بأعوام، وهذا نتيجة لاستيلاء الصهاينة عليها بطرق مختلفة، حيث لعبت الحرب عام 1948 دورًا كبيرًا في إخلاء الكثير من عرب فلسطين من قُراهم وسبّبت تدمير معظمها وإقامة مستعمرات صهيونية على أراضيها، إلّا أنّ الحرب لم تكن سوى حلقة من حلقات الصراع العربي - الصهيوني على فلسطين، والتي بدأت قبل ذلك بكثير.

## التوزيع الجغرافي للقرى العربية المندثرة قبل عام 1948
كان للمناطق التي تمت فيها صفقات بيع الإقطاعات الواسعة من أراضي فلسطين على يدّ السماسرة وكبار الإقطاعيين تأثيرًا على توزيع القرى العربية المندثرة أثناء فترة الانتداب البريطاني. بيعت هذه الأراضي الخصيبة إلى مؤسسات صهيونية متخصّصة في شراء الأراضي التي قام عليها الاستيطان الصهيوني في مراحله الأولى. كما تأثّر التوزيع أيضًا بمناطق الامتيازات التي حصل عليها الصهيونيون في فلسطين من سلطة الانتداب البريطاني، وهي مناطق تتميّز بخصب أراضيها كسهل الحولة، سهل عكا، سهل مرج ابن عامر، سهل بيسان ووادي الحوارث.
اضطر السكان العرب في القرى الواقعة ضمن الأراضي المباعة للصهيونيين أو الممنوحة لهم إلى إخلاء قراهم تحت ضغط شديد من سلطة الانتداب فقام الصهيونيون بتدميرها وإنشاء مستعمراتهم عليها.
تشير الأرقام إلى أنّ معظم القرى العربية التي تم تدميرها أثناء الانتداب تقع في فلسطين الشمالية. اندثرت قرابة 60 قرية عربية في فلسطين حتى أوائل عام 1945 موزعة على الأقضية كما يلي:
الكثير من القرى العربية المندثرة تقع في قضائيّ حيفا والناصرة لاعداد سهل مرج ابن عامر في كل منهما. وأما بقية الأقضية فانها تشتمل على أراض أميرية آلت إلى سلطة الانتداب بعد زوال الحكم العثماني، ثم منحتها سلطة الانتداب فيما بعد للصهيونيين على شكل امتيازات في السهل الساحلي الفلسطيني وفي سهل عكا ووادي الأردن. وبموجب هذه الامتيازات تمكّن الصهيونيون من طرد سكان القرى العربية التي دخلت ضمن امتيازاتهم وتدمير قراهم. كما ساهمت عدة عوامل في انتقال ملكية الأرض إلى الصهيونيين الذين انتهزوا الفرصة وأجبروا سكان القرى العربية على إخلاء قراهم. كان هذا الإخلاء المرحلة التي سبقت مرحلتيّ تدمير هذه القرى وإنشاء المستعمرات الصهيونية على أنقاضها.

## عوامل انتقال ملكية الأرض إلى الصهيونيين

### فوضى الحيازة والتملّك في أواخر العهد العثماني
انتشر الفساد بين موظفي السلطات العثمانية حتى صار بمقدور أصحاب النفوذ من الأفراد والأسر والهيئات نقل ملكيّة أية مساحة من الأراضي الحكومية التي هجرها الفلاحون مقابل مبالغ مالية بخسة بعد استرضاء المسؤولين بين موظفي الدولة. بالإضافة إلى ذلك، أنكر بعض الفلاحين الفلسطينيين ملكيّة ما كان بحوزتهم فعلًا من الأرض خِشية الالتزام بدفع الضرائب الباهظة وخوفًا من غزوات البدو وتخلصًا من تحكّم المرابين.
بعد أن أصدرت الحكومة قانون “الطابو” عام 1858، أصبح على كل فلاح تسجيل ما لديه من أراضٍ والحصول على سند ملكية جديد (كوشان). في حين تقاعَس كثير من الفلاحين عن تسجيل أراضيهم إمّا لجهلهم بحقوقهم القانونية وإمّا لشكّهم في نوايا السُلطات. بل بلغ الأمر لدى سكان سارونة جعلهم ينكرون ملكيّتهم للأرض هربًا من دفع رسوم التسجيل. وكانت غالبية الملّاكين عند التسجيل تعطي بيانات بمساحات أقل بكثير من حيازاتهم الحقيقية، مما أحدث أخطاء فاحشة في قيود الأراضي لدى دوائر التسجيل.

### الإقطاع في فلسطين
ضمّت الاقطاعات بعض القرى العربية فأصبحت مهدّدة بالزوال بعد أن بيعت هذه الأراضي. الأمر الذي جعل فئة من الاقطاعيين تتحكّم في قرى عربية بكاملها في سهل الحولة وسهل مرج ابن عامر وغيرهما من الأماكن.
ومع اشتداد تيّار الهجرة الصهيونية وزيادة الطلب على الأرض وارتفاع أسعارها، تورّطت بعض العائلات العربية الكبيرة في عقد صفقات لبيع أراضيها للصهيونيين. كانت هذه العائلات الإقطاعية تبيع الجمعيات الصهيونية التي تُشرف على شراء الأراضي في فلسطين جزءًا من أراضيها الواسعة بصورة مباشرة أو غير مباشرة.

### سياسة سُلطات الانتداب إزاء الاستيطان الصهيوني
في مطلع العشرينات آلت جميع الأراضي التي كانت بحوزة الحكومة العثمانية إلى إدارة الانتداب البريطاني على فلسطين. وعندما عيّن «هربرت صموئيل» أول مندوب سامي على فلسطين منح الصهيونيين 175 ألف دونم من أخصب أراضي الدولة قرب قيسارية وعتليت على الساحل بين حيفا ويافا، أتبعها بعد ذلك بدفعة ثانية مقدارها 75 ألف دونم على البحر الميت لإقامة مشروع شركة البوتاس الفلسطينية. تكرّرت هباته السخية من الأراضي الساحلية الخصبة حتى بلغ مجموع ما مُنِح الصهيونيين أو نقل اليهم من أراضي الدولة نحو مليون وربع دونم، أي 58% من مجموع الأراضي التي كان يملكها الصهيونيين عام 1948، فأربت المساحات التي تحولت اليهم حتى قيام كيانهم على 2.1 مليون دونم.
تجدر الإشارة إلى أنّ سُلطة الانتداب سنّت قانونًا للأراضي اشتمل على البنود التالية:
(1) يُحرم على الملّاكين الذين لا يسكنون فلسطين استغلال أراضيهم. حيث كانت هناك اقطاعات واسعة تملكها عائلات لبنانية وسورية تقيم في بيروت ودمشق. وهذه الاقطاعات التي كانت من أجود الأراضي هي استهدفها القانون.
(2) تُحوّل الأراضي الأميرية (المشاع)، ومساحتها قرابة 12 مليون دونم، إلى أرض ملكيّة تخضع لتصرّف حكومة الانتداب. والهدف من ذلك إتاحة المجال للمتسلّل الصهيوني إليها.
(3) يحقّ لحكومة الانتداب نزع ملكيّة الأرض. وبموجب هذا الحق تمكّنت الصهيونية من الاستيلاء على أراضٍ هامّة بمساعدة السُلطة الحاكمة التي مارست هذا الحقّ لتشديد الضغط على أصحاب الأرض العرب.
(4) تخضع الأرض البور غير المستغلة لما تقضيه المصلحة التي تحددها إدارة الانتداب. واستُغِل هذا النص للاستيلاء على مساحات كبيرة من الأرض وإعطائها للصهيونيين بحجة أنها لم تكن تُستَغل.
بل وأكثر من ذلك، عملت سلطة الانتداب على وضع الفلّاحين العرب أصحاب الأرض في ظروف سيئة بقصد إرغامهم على بيع أراضيهم. من الأعمال التي مارستها السُلطة بهذا الصدد:
– إجبار الفلاحين العرب على دفع الضرائب المتراكمة عليهم دفعة واحدة رغم أن الإنتاج الزراعي لم يكن في مستوى تحمّل هذه الأعباء.
– حرمان الفلاحين العرب من مقومات الإنتاج الرئيسية كترك القرى العربية بدون طرق معبدة، مما أدى إلى عزلها عن المدن وعن بعضها، وإلى تعريض الإنتاج الزراعي للتلف والكساد بسبب عجز الفلاحين عن ايصال انتاجهم إلى الأسواق.
– حرمان القرى العربية من التعليم والرعاية الصحية بقصد إبقاء الفلّاحين العرب (وهم غالبية السكان) وراء أسوار التخلّف.

### سياسة الاستيطان الصهيوني
منذ أواخر العهد العثماني وطوال فترة الانتداب البريطاني، أخذت الصهيونية تسعى للحصول على الأراضي العربية بشتّى السُبل. حيث عملت بعض المؤسسات الصهيونية مثل «الكيرين كايميت» (الصندوق القومي اليهودي) و«الكيرين هايسود» (الإدارة المالية لبناء الوطن اليهودي) و«الييكا» (الجمعية اليهودية للاستعمار في فلسطين) على توسيع نشاطها في حقل الاستعمار الزراعي وتملّك الأراضي باتباعها مساحات شاسعة من الأراضي العربية.
أولى المشتريات الهامّة للصندوق القومي اليهودي أيام الانتداب كانت سبع قرى عربية في مرج ابن عامر. أدت صفقات الشراء الضخمة التي عقدها الصندوق القومي اليهودي في سبيل مرج ابن عامر وغيره من الأمكنة إلى طرد الالاف من الفلّاحين.
لاحظ السير «جون هوب سمبسون» أثناء تحقيقه في أسباب الاضطرابات التي وقعت عام 1929 أنّ من بين 86,980 أسرة عربية ريفية في القرى كان أكثر من 25 ألف أسرة (أي 29.4%) بدون أرض.

## الأراضي الفلسطينية التي أصبحت ملكًا للوكالة اليهوديّة حتى 15/5/1948

### سهل مرج ابن عامر

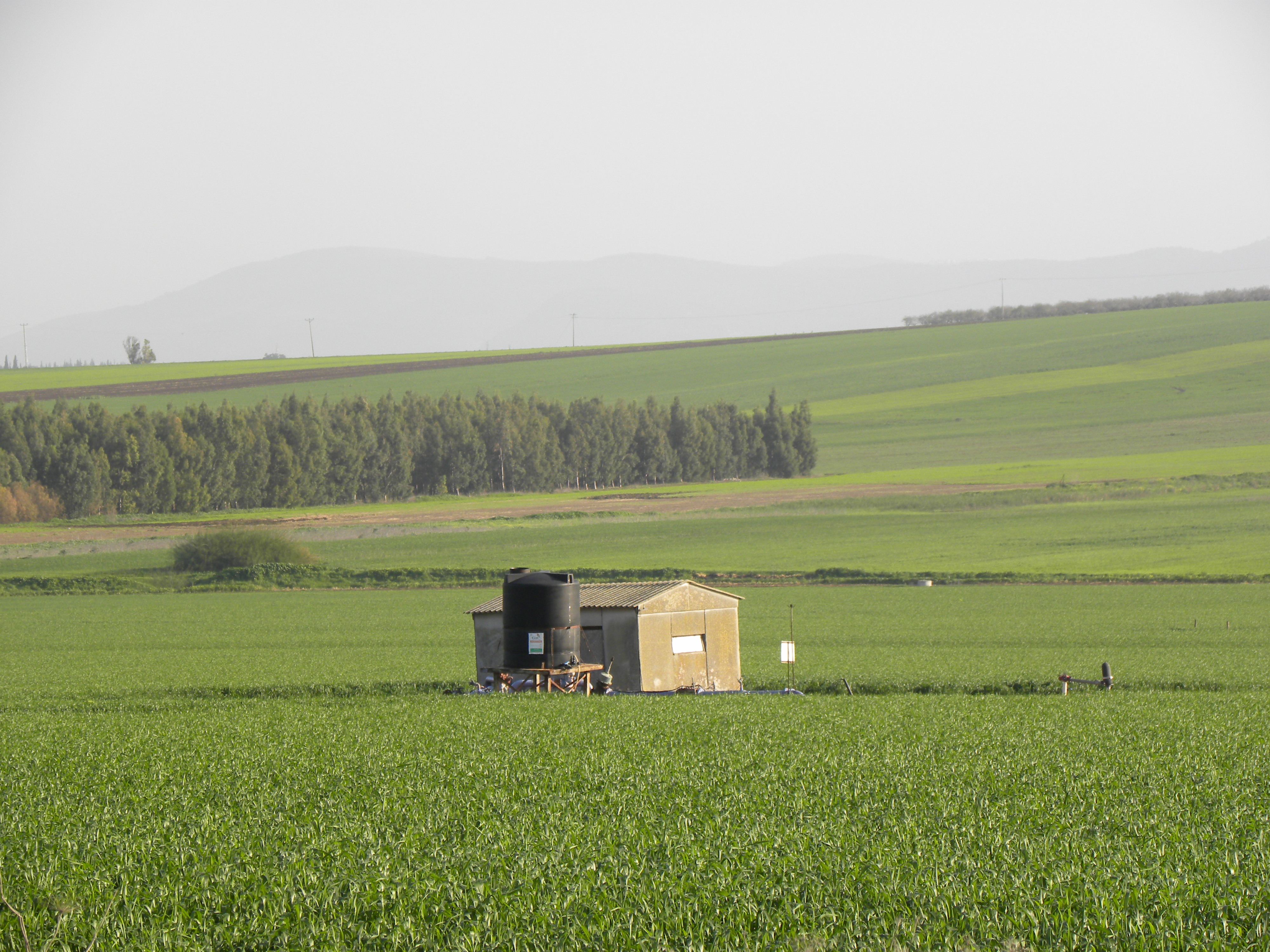
جانب من مرج ابن عامر.

كانت أراضي سهل مرج ابن عامر وسهل بيسان في العهد العثماني ملكًا للسلطان العثماني. وكان الفلاحون الفلسطينيون يستغلونها ويدفعون ما عليهم للسلطان لقاء استغلالهم الأرض. ثمّ منح السلطان العثماني صيارفة يقيمون في بيروت ما مساحته 230 ألف دونم من أراضي المرج مقابل خدماتهم له.
في عام 1869م اضطرت الحكومة العثمانية إلى بيع بعض تجار وأغنياء بيروت معظم ممتلكاتها في سهل مرج ابن عامر. ومن القرى العربية التي بيعت في هذه الصفقة جنحار، العفولة، خنيفس، أم التوت، تل الشمام، تل الفر، تل العدس، معلول، سمونة، كفريتا، جيدا، بيت لحم الجليل، أم العمد، طبعون، قصقص، الشيخ بريك، مسحة وساريد، جباتا والورقاني. وفي عام 1872م باعت الحكومة اقطاعيين لبنانيين قرى أخرى هي: المجدل، الحارثية، الياجور والخريبة.
باع هؤلاء التجار إلى الصهيونيين بين عامي 1921- 1925 أكثر من 200 ألف دونم من أراضيهم في سهل مرج ابن عامر. كانت تلك الأراضي المبيعة تشتمل على 22 قرية عربية تقطنها 1,746 عائلة. نتيجة لهذا البيع اضطر أفراد العائلات العربية البالغ عددهم أكثر من 8,700 نسمة إلى ترك هذه الأراضي وهجر منازلهم متشرّدين في وطنهم. لجأوا هؤلاء قبل رحيلهم من ديارهم إلى سلطة الانتداب يطلبون حمايتها. ولكنها سلّطت عليهم الجيش والشرطة فأطلقوا عليهم نيران أسلحتهم حينما رفضوا مغادرة أراضيهم وتمكنوا من طردهم وتسليم الأراضي إلى الصهيونيين خالية من السكان العرب. وهكذا استولى الصهيونيون على القرى العربية فهدموها وأزالوا معالمها وأقاموا فوق أنقاضها ستًا وخمسين مستعمرة صهيونية أشهرها كفار باروخ، نهلال، كفار دافيد، تراسلفانيا، بلوغوريا، مرحفيا وعين حارود [الإنجليزية].
يضاف إلى ذلك أنّ قرى المرج كانت مصدر خير ورزق للمدن العربية المجاورة كالناصرة، جنين، وبيسان، ففقدت بزوال القرى العربية خير عملائها ومصدر ثروتها.

### سهل الحولة

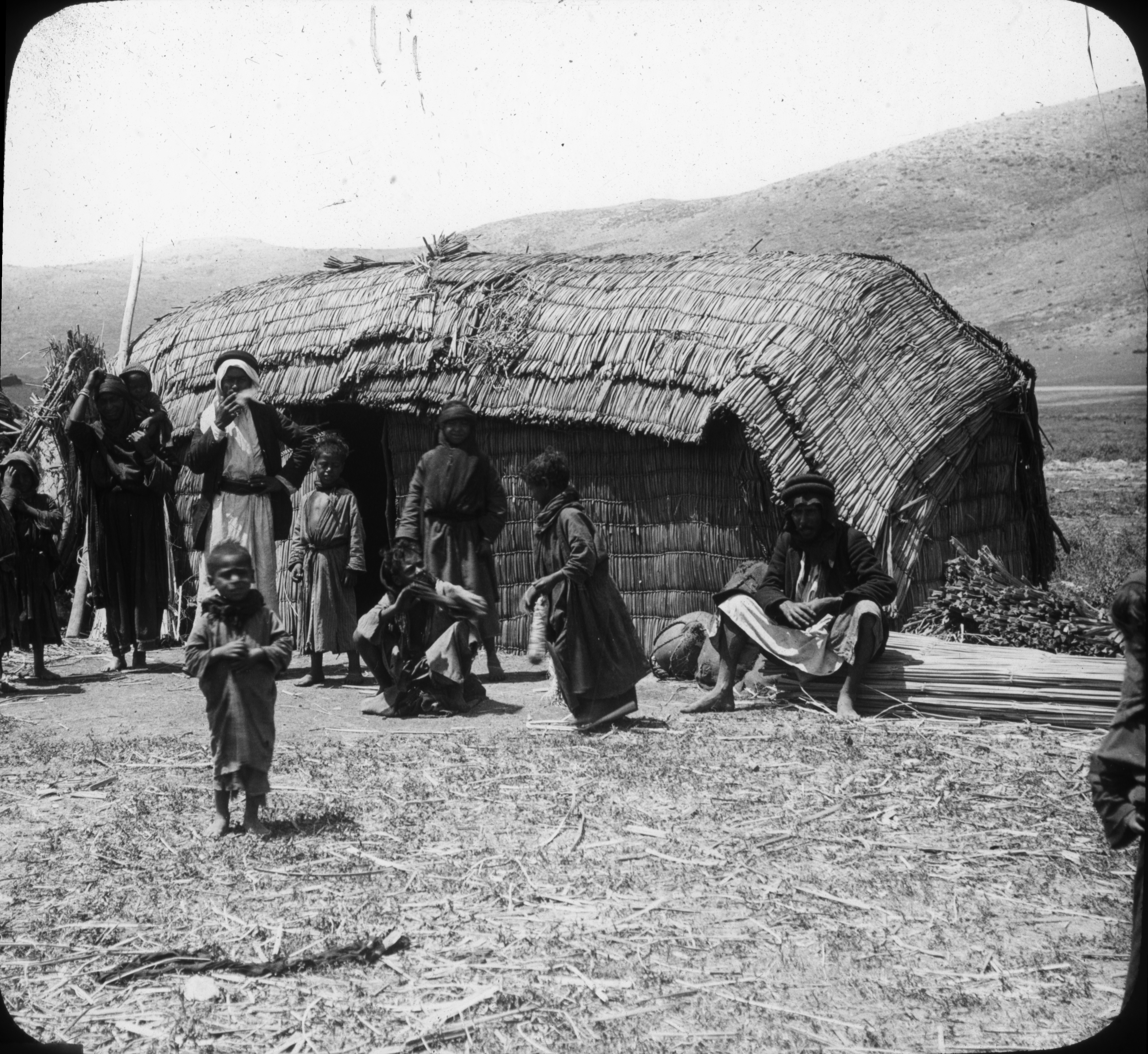
بدو في سهل الحولة بين عامي 1900 و1917.

تُقدّر مساحة هذه المنطقة بنحو 165 ألف دونم. أعطت الحكومة العثمانية إحدى الأسر اللبنانية امتيازًا ينصّ على استصلاح ما مساحته 55 ألف دونم من أراضي مستنقعات الحولة. وعندما عجزت هذه الأسرة من تنفيذ الامتياز باعته للصهيونيين الذي لم ينقلوه إلا بعد قيام كيانهم، أي خلال الخمسينات (رَ: الحولة، تجفيف بحيرة). طُرِدت العائلات العربية من قراها الواقعة ضمن منطقة الامتياز كنتيجة لتحويل الامتياز إلى الصهيونيين. ومن القرى العربية التي محيت من الوجود نتيجة لذلك قرى خان الدوير، مداحل، المنشية، دفنة، حقاب والمطلة.
من جهة أخرى باع اقطاعيون لبنانيون آخرون إلى الصهيونيين نحو 65 ألف دونم من أراضي السهل. ولم يبقَ سوى 45 ألف من أراضي السهل لأصحابها العرب أثناء الانتداب دونم فاغتصبها الصهيونيين في حرب 1948.

### سهل عكا
مساحة كبيرة من أراضي سهل عكا كانت ملكًا لأسرتين لبنانيتين. بيعت هذه المساحة الواسعة من أراضيهما الممتدة ما بين عكا شمالًا وحيفا جنوبًا إلى الصهيونيين. وكانت الأراضي التي تملكها إحدى هاتين الأسرتين تشمل عددًا من القرى العربية المعروفة مثل نهاريا، الانشراح، حانوتا، الدار البيضاء والهربج. حيث أخرج سكان هذه القرى العربية من أراضيهم تلك من تسلّم البالغين أثمانها من جمعيات الأرض الصهيونية.

### القسم الشمالي من السهل الساحلي الفلسطيني
اشتمل هذا القسم الشمالي من السهل الساحلي على مستنقعات وكثبان رملية في مساحة صغيرة منه، في حين كان معظمه أراضي خصبة صالحة للزراعة. وتمكن بعض الاقطاعيين من امتلاك جزء من هذه الأراضي. فحصلت أسرة لبنانية اقطاعية على ملكية وادي الحوارث منحة من السلطان العثماني مقابل خدمات قدمتها له. وامتلكت أسرة لبنانية اقطاعية أخرى ما مساحته 4 آلاف دونم في وادي القباني.
لم يكن الاقطاعيون في وضع اقتصادي مريح فأقدم أحدهم عام 1922 على رهن حصته في أراضي وادي الحوارث، ومساحتها 5,350 دونمًا عند رجل فرنسي فباع هذا الرهينة لجماعة من الصهيونيين. واتجه الصهيونيون إلى اقطاعي آخر فباع حصته من وادي الحوارث. ثم ادعى الصهيونيون أن البيع يشمل ما يخص قبيلة الحوارث العربية. نظرت المحاكم في هذه القضية التي شغلت الرأي العام عدة سنوات وربح الصهيونيون القضية.
وهكذا اشترت جمعية «الكيرين كايميت» الصهيونية في 27/5/1929 أراضي وادي الحوارث البالغة مساحتها 32 ألف دونم بمبلغ 41 ألف جنيه فلسطيني.
لم تنفّذ الشرطة البريطانية الأمر الصادر بإخلاء الأرض لعدم وجود أي مكان آخر تنقل إليه المزارعين العرب الذين كانوا يعيشون في الوادي. بالرغم من ذلك، ضغط الصهيونيون على سلطة الانتداب لإخلاء الأرض، فقامت عام 1933 بعملية إخلاء السكان العرب وطردت بالقوة أكثر من 15 ألف عربي من أهالي السهل مع مواشيهم التي بلغ عددها 3 آلاف رأس. لم يحجم الجنود عن اطلاق النار على العرب الذين رفضوا ترك مساكنهم وأراضيهم. الأمر الذي أدى إلى فقدان قبيلة الحوارث كيانها وتشتيتها. وبالطريقة نفسها باعت الأسر الإقطاعية السورية واللبنانية ممتلكاتها في السهل الساحلي الشمالي ما بين حيفا ويافا. وباعت بعض العائلات الإقطاعية الأخرى مساحات من الأراضي الواقعة في منطقتي طولكرم ويافا. ومن أمثلة القرى المبيعة ضمن الأرض الشونة، شفية، زمارين، حوارة، وادي الحوارث، وادي القباني، المراح وشلاليف.
ولا بد من الذكر أنّ بعض العرب الفلسطينيين عارضوا الصفقات المشبوهة لبيع الأراضي والمعقودة بين الاقطاعيين والصهيونيين. بل كان لهم مواقف، حيث كان بعض الفلاحين الميسورين يشترون الأراضي التي يصل إلى علمهم أن أصحابها من الفلاحين الفقراء أو من الاقطاعيين يزممون بيعها إلى جمعيات صهيونية. كما أنّ المجلس الإسلامي الأعلى تدخل لشراء بعض الأراضي من أصحابها خشية تسرّبها إلى الصهيونيين. بالرغم من ثقل المهمة وصعوبتها، اشتريت في بعض الأماكن قرى بأكملها كقرية دير عمرو وقرية زيتا التي دفع في سبيلها 54 ألف جنيه استرليني. وكانت الأرض المشاع في قرى الطيبة، عتيل والطيرة. نهض صندوق الأمة أيضًا فاشترى بعض الأراضي من الذين أثقلهم الدين، ودخل في قضايا كثيرة حتى انتشل أراضي البطيحة وعرقل بيعها وحمى حقوق المزارعين.

## بعض القرى العربية التي محيت من الوجود إبان الحكم البريطاني لفلسطين

### أم التوت
تقع جنوب حيفا غربي جبل الكرمل على ارتفاع 40م عن سطح البحر. كانت عامرة بالسكان المزارعين في العهد العثماني. ومحيت في العهد البريطاني من الوجود ولم يعد لها أيّ أثر.

### تل الشمام
تبعد قرابة 23 كم إلى الجنوب الشرقي من مدينة حيفا. كانت محطة على الخط الحديدي الحجازي بين حيفا ودرعا، وهي من قرى مرج ابن عامر يمر نهر المقطع بجنوبها الغربي على بعد 1.25 كم، وإلى الشرق منها بئر ماء.
باعت الحكومة العثمانية عام 1869م أراضي القرية إلى تجار من بيروت فباعها هؤلاء إلى الصهيونيين فيما بعد، كان عدد سكانها 72 عربيًا عام 1932. أقام الصهيونيون عام 1927 مستوطنة “كفار يهوشوع” الذي زاد عدد أفراده تدريجيًا حتى أصبح 655 نسمة عام 1970.

### تل الفر
ويدعى “كفر الفر” أيضًا، قرية عربية تقع شمالي غرب مدينة بيسان على الطرف الشمالي الغربي لسهل بيسان جنوبي نهر جالود على انخفاض 75م دون مستوى سطح البحر. كان فيها في مطلع الثلاثينات من هذا القرن قرابة 100 نسمة من العرب تسرّبت أراضيهم إلى الصهيونيين بأساليب مختلفة أجبرتهم على أثرها سُلطات الانتداب البريطاني على الرحيل، فاستولى الصهيونيون على أراضيهم وبيوتهم وهدموها وأقاموا مستعمرة «تل يوسف» شمالي القرية المهدومة.

### جباتا
قرية عربية جنوب غرب مدينة الناصرة يرجح أنها تعود في شأنها إلى العهد الروماني. قامت على تل يعلو 120م عن سطح البحر على الطرف الشمالي لمرج ابن عامر. ويمر نهر المقطع على بعد 4 كم جنوبها. كان يمر بها خط سكة حديد الحجاز بين حيفا ودرعا وخط أنابيب نفط العراق. بلغ عدد سكان جباتا عام 1922م 318 عربيًا أخذت أراضيهم تتسرّب إلى الصهيونيين بأساليب مختلفة حتى أصبحت ملكَا لهم فأنشأوا عليها عام 1936 مستعمرة “جفت” شمال غرب القرية العربية. أما البقية الباقية من العرب فقد رحلت عنها فاندثرت القرية. وتزايد سكان المستعمرة من 30 نسمة عام 1931 إلى 630 نسمة عام 1970.

### جيدا
تقع جنوبي شرقي مدينة حيفا عند الطرف الشمالي الغربي لمرج ابن عامر على ارتفاع 100م. فيها بئران وخزّانان ماء لاستعمال أهل القرية الذين بلغ عددهم 337 نسمة عام 1922. باعت الحكومة العثمانية عام 1869م أراضي جيدا لتجار من بيروت فقاموا بدورهم ببيعها للصهيونيين. أُخليَت من سكانها العرب نهائيًا عام 1945 بمساندة السلطات البريطانية. وأقام الصهيونيون على أراضي جيدا مستعمرة “رامات يشاي” منذ عام 1925. ثم أزالوا معالم القرية العربية.

### الحارثية
تقع جنوبي شرق حيفا، ويمر خط سكة حديد درعا – حيفا على بعد نحو كيلومتر واحد غربها. وهي على تل يرتفع 75م عن سطح البحر في موقع استراتيجي بين سهل عكا ومرج ابن عامر. وقد باعت الحكومة العثمانية أراضي الحارثية إلى بعض تجار بيروت عام 1872م ثم باعها بدورهم إلى الصهيونيين الذين أقاموا عام 1935م سكان القرية مستعمرة “شعار هاعملد قيم” الذي بلغ عدد سكانه 580 نسمة عام 1970.

### حانوتا
من قرى الجليل التابعة لقضاء عكا. تبعد عن الحدود اللبنانية قرابة كيلومتر واحد وعن رأس الناقورة 5 كم وتقع على ارتفاع 340م عن سطح البحر. تبلغ مساحة أراضيها 3,991 دونمًا. كان عدد سكانها من العرب عام 1928 62 نسمة. وقد تم ابتلاع أراضي القرية والقرية نفسها بعد تأسيس مستعمرة “حنيتاه” قرب القرية العربية عام 1938م، إذ أخذ يتسع وتزداد مساحة أراضيه على حساب أراضي حانوتا حتى حلّت المستعمرة محل القرية العربية التي أزيلت من الوجود وغادرها سكانها العرب ليحلّ محلّهم مهاجرون صهيونيون من أواسط وشرقي أوروبا.

### حوارة
من قرى طولكرم (هي غير حوارة نابلس). تقع جنوبي غربي طولكرم في أراضٍ سهلية ارتفاعها نحو 30م عن سطح البحر. كان معظم سكانها العرب يعملون في الزراعة. وقد دمر الصهيونيون حوارة بعد طرد سكانها منها وأقاموا على أراضها مستعمرة “سند همد”.

### خان الدوير
تقع شمالي شرق صفد في أقصى الطرف الشمالي الشرقي لفلسطين عند الحدود السورية. أنشأت هذه القرية على نهر العسل (أحد روافد نهر بانياس). أقيمت على ارتفاع 200 م عن سطح البحر عند تل القاضي. اكتسب موقعها أهمية منذ القدم فكانت محطة على طريق القوافل التجارية بين جنوب سورية وكل من لبنان وفلسطبن. قامت في ظاهرها مدينة “لآش” الكنعانية.
بلغ عدد سكان القرية العربية عام 1938م 155 نسمة كانوا يقيمون في 29 بيتًا من الطين والحجر البازلتي الأسود. في عام 1939م أقام الصهيونيون القادمون من رومانيا مستوطنة في ظاهر القرية العربية سمّوها “دان” بعد أن طردوا السكان العرب من بيوتهم. وبلغ عدد سكان هذه المستعمرة عام 1960م قرابة 500 نسمة.

### زمارين
قرية عربية أخرى من قرى قضاء حيفا، تقع على بعد 35 كم جنوبي حيفا فوق تل ارتفاعه 170م عن سطح البحر. باع الاقطاعيون زمارين للصهيونيين الذين أسّسوا سكانها عام 1882م مستعمرة حملت الاسم العربي في البداية ثم دعيت “زخرون يعقوب” فيما بعد. تعدّ من أقدم المستعمرات الصهيونية في فلسطين. كان عدد سكان زمارين العربية 250 نسمة، بقي معظمهم في بيوتهم وقدر عددهم بنحو 23% من مجموع السكان الذين بلغوا 1,302 نسمة عام 1922. ولكن نسبتهم إلى السكان الصهيونيين تراجعت عام 1927م إلى 22% من مجموع سكان قدره 1,600 نسمة. مع حلول عام 1945م خلت زمارين من سكانها العرب بسبب الضغط الصهيوني. وقدّر عدد سكانها الصهيونيين عام 1970 بنحو 4,480 نسمة.

### سمونية
من قرى قضاء الناصرة، تبعد إلى الغرب منها 13 كم وتقع في الطرف الشمالي لسهل مرج ابن عامر عند أقدام جبال الجليل الأدنى، على ارتفاع 125م عن سطح البحر. باعت الحكومة العثمانية عام 1860م أراضيها إلى بعض تجار بيروت وبدورهم قاموا ببيعها للصهيونيين الذين أقاموا “معبرة شيمرون” غرب موقع القرية العربية عام 1948م. وانقلبت المعبرة عام 1951 إلى مستعمرة.

### شفية
كانت شفية قرية عربية يعيش فيها عام 1922م 81 عربيًا يعملون في الزراعة وتربية المواشي في القسم الغربي من جبل الكرمل. أنشئت القرية على ارتفاع 105م عن سطح البحر، على بعد 35 كم جنوبي مدينة حيفا. باع الاقطاعيون أراضيها للصهيونيون الذين أسّسوا شماليها مستوطنة “مئير شفيا” بين عامي 1890م- 1892م. في حين ظل السكان العرب في شفية ومئير شفيا، وبلغ عددهم 40 عربيًا من أصل 308 نسمة هم مجموع السكان. مع حلول عام 1945م لم يبقَ فيها أي عربي.

### الشونة
من قرى قضاء حيفا أنشئت على بعد 39 كم جنوب مدينة حيفا في القسم الغربي من جبل الكرمل. كان فيها 66 نسمة من العرب عام 1922م.
أسّس الصهيونيون مستعمرة الشونة عام 1919م جنوبي القرية العربية ودعيت فيما بعد باسم “بنيامينا”. كبرت هذه المستعمرة بالأعداد المتزايدة من الصهيونيين المهاجرين اليها من ألمانيا، روسيا والقوقاز حتى وصل عددهم إلى 2,950 نسمة عام 1961م.

### الفولة
كانت الفولة إحدى قلاع فلسطين أثناء الحروب الصليبية. تقع قضاء الناصرة جنوبي مدينة الناصرة على مسافة 15 كم، في مرج ابن عامر، وعلى ارتفاع 85م عن سطح البحر. باعت الحكومة العثمانية أراضي الفولة إلى عدد من تجار بيروت الذين بدورهم قاموا ببيعها للصهيونيين عام 1910م. في العام التالي أنشئت مستوطنة “مرحافيا” فأخذ يتسع تدريجيًا حتى اندثرت القرية العربية نهائيًا. بلغ عدد صهيونيي «مرحافيا» 125 نسمة عام 1922م وتزايد عام 1965م إلى 810 نسمة منهم سكان مستوطنة “مرحافيا” الذي أسِّسَ عام 1922م. دُمّرت مستوطنة “مرحافيا” على يد الثوّار العرب أكثر من مرة ثم أعيد بناؤه عام 1929م.

### المراح
قرية عربية تقع على بعد 44 كم جنوبي مدينة حيفا على ارتفاع 65 م عن سطح البحر. تملّكوا الصهيونيون أراضيها من بعض الاقطاعيين وأسّسوا شمالها عام 1903م مستعمرة “جفعت عدا”. بلغ عدد سكانها عام 1931م 210 نسمة بينهم 57 عربيًا أصبح عددهم عام 1938م 230 نسمة بينهم 74 عربيًا. مع حلول عام 1945م خلت المراح من سكانها العرب. أما سكان المستعمرة الصهيونيون فقد ارتفع عددهم عام 1970م إلى 1,290 نسمة.

### المطلة
قرية عربية من قرى قضاء صفد تشغل أقصى الزاوية الشمالية الغربية من حوض الحولة على الحدود اللبنانية. أقيمت على تلّ علوه 510 م عن سطح البحر. وكانت أراضيها ملكًا لبعض الاقطاعيين اللبنانيين فباعوها للصهيونيين الذين أسّسوا فيها مستوطنة “ميتولا” سنة 1896م بعد أن أخليت من أهلها العرب. بلغ عدد الصهيونيين عام 1912م نحو 310 نسمة، ولم يتزايدوا كثيرًا. حيث قدر عددهم عام 1970م بنحو 345 نسمة.
تعرّضت المطلة لعدة عمليات عسكرية من قبل رجال المقاومة العرب (رَ: المطلة، عملية-).

### الهربج
تقع جنوب شرق حيفا فوق تل يعلو 27 م عن سطح البحر. يرجح أنّها موقع كنعاني قديم.
باعت الحكومة العثمانية عام 1872م أراضيها إلى تجار من لبنان فباعوها بدورهم للصهيونيين عام 1922م. كانت تضم 117 عربيًا. عام 1924م أسّس الصهيونيون مستوطنة “كفار حسيديم” شرقي الهربج بكيلومتر واحد وشرّدوا السكان العرب. في عام 1950م أسّس الصهيونيون المستوطنة القروية “كفار حسيديم” قرب المستوطنة السابقة. وفي عام 1959م أسسوا بجوارهما معبرة بالاسم نفسه. بلغ عدد أفراد المستوطنة وحدها عام 1970م نحو 400 نسمة من مجموع 700 نسمة ضمّتهم هذه المواقع الثلاثة.

### وادي القباني
من قرى قضاء طولكرم. تقع شمال غرب طولكرم في أرض سهلية تعلو 27 م عن سطح البحر. بلغت مساحة أراضيها 9,812 دونمًا لم يبقَ للعرب منها عام 1945م سوى 427 دونمًا يملكها 320 عربيًا. اشترى الصهيونيون أراضي القرية من عائلة اقطاعية لبنانية وأسسوا فيها عام 1933 مستوطنة “كفار حاييم” ومستوطنة “مشمار هشارون” قربه. بلغ عدد سكان المستوطنة عام 1970م نحو 730 نسمة معظمهم من الصهيونيين المهاجرين من روسيا وبولونيا.